# Marie-Alexandre-Lucien Coudray
Marie-Alexandre-Lucien Coudray va ser un gravador, medallista i escultor francès, París, 21 de febrer de 1864 - 1932.

## Biografia
El 1882, va ingressar en l'École Nationale Supérieure des Beaux-Arts de París. Va ser alumne d'Auguste Dumont, Gabriel-Jules Thomas, Henri Émile Allouard i d'Hubert Ponscarme.
Va obtenir el Primer Gran Premi de Roma en gravat de medalles el 1893 amb l'obra titulada «Orphée endort Cerbère aux sons de sa lyre» (Orfeu dorm a Cèrber amb el so de la seva lira). Medalla de segona classe el 1900.
Les seves medalles estan signades amb L. COUDRAY.
|  |  |